# Show Me Love (America)
"Show Me Love (America)" é uma canção da banda britânica The Wanted, gravada para o seu terceiro álbum de estúdio Word of Mouth. Foi escrita por Nathan Sykes, Ciar Cleary, Tim Woodcock, Kasper Larsen, Mich Hansen e Ole Brodersen, sendo que a sua produção ficou a cargo de Fraser T Smith. O seu lançamento ocorreu a 25 de Outubro de 2013 na iTunes Store de vários países, como Austrália, Portugal e Reino Unido, através da Global Talent Music Recordings e Island Records, para servir como quinto single do disco. 

## Faixas e formatos
| Descarga digital |                          |         |  |
| N.º              | Título                   | Duração |  |
| 1.               | "Show Me Love (America)" | 3:27    |  |

## Desempenho nas tabelas musicais

### Posições
| Tabela musical (2013)            | Melhor posição |
| -------------------------------- | -------------- |
| Escócia - Scottish Singles Chart | 9              |
| Irlanda - IRMA                   | 18             |
| Reino Unido - UK Singles Chart   | 8              |

## Histórico de lançamento
| País        | Data                  | Formato          | Editora discográfica |
| ----------- | --------------------- | ---------------- | -------------------- |
| Austrália   | 25 de Outubro de 2013 | Descarga digital | Island               |
| França      | 25 de Outubro de 2013 | Descarga digital | Island               |
| Irlanda     | 25 de Outubro de 2013 | Descarga digital | Island               |
| Reino Unido | 25 de Outubro de 2013 | Descarga digital | Island               |
| Suíça       | 25 de Outubro de 2013 | Descarga digital | Island               |